# Parker Brothers
Parker Brothers è una casa editrice di giochi da tavolo e giocattoli statunitense nonché un marchio. La società ha pubblicato più di 1800 giochi; tra i prodotti più noti vi è Monopoly, Cluedo (conosciuto come Clue in Nord America) e RisiKo!. Parker Brothers è controllata da Hasbro.

## Storia
La Parker Brothers fu fondata da George S. Parker, che pubblicò il suo primo gioco nel 1883, all'età di 16 anni. La società fu dapprima chiamata George S. Parker Company, con sede a Salem (Massachusetts). Quando il fratello di George, Charles, si unì all'affare nel 1888, il nome della società fu mutato nella forma più familiare; nel 1898, un terzo fratello, Edward H. Parker, si unì alla stessa. Per molti anni George Parker progettò da sé la maggior parte dei giochi e ne scrisse tutte le regole. Molti giochi erano basati su importanti fatti del giorno: Klondike sulla febbre dell'oro in Alaska e War in Cuba sull'incombente Guerra ispano-americana.
L'industria del gioco stava crescendo e la società stava diventando molto redditizia. Nel 1906 la Parker Brothers pubblicò il gioco Rook, il maggior successo dell'anno in tema di giochi di carte, che rapidamente divenne il più venduto del paese. Durante la Grande depressione, in un periodo in cui molte società uscirono dagli affari, la Parker Brothers realizzò un nuovo gioco da tavolo chiamato Monopoly. Sebbene la società avesse da principio scartato il gioco nel 1934 (fu proposto da Charles Darrow, disoccupato dopo la crisi del 1929), fu deciso di pubblicarlo l'anno successivo. Fu un successo immediato e la Parker Brothers ebbe difficoltà per un bel po' di tempo a fronteggiare le richieste. La stessa continuò a crescere per i dieci anni successivi, producendo giochi attuali quali Cluedo, RisiKo! e Sorry!.
Anche dopo la morte di George Parker, la società rimase in famiglia, fino al 1968, quando la General Mills la acquistò. Dopodiché la Parker Brothers realizzò il primo Nerf ball ed i prodotti Nerf divennero presto un altro grosso hit nazionale. La società cominciò a produrre versioni elettroniche dei suoi popolari giochi da tavolo alla fine degli anni '70 ed agli inizi degli anni ‘80. In quest'ultimo periodo vennero alla luce dei videogiochi per diversi sistemi, quali Frogger, Q*bert e Spider-Man (videogioco 1982). Fu allora che la General Mills cedette la società alla Kenner, che fu acquisita nel 1987 da Tonka. Infine, nel 1991, la Parker Brothers fu venduta al gigante del giocattolo Hasbro. L'eredità della famiglia Parker è proseguita da Larry H. Parker, un illustre avvocato i cui uffici si estendono dal sud della California a tutto l'Arizona. Larry è il pronipote di George S. Parker.

## Eredità
Parker Brothers è stata una società innovativa sin dall'inizio. Alla fine del XIX secolo, fu la prima a pubblicizzare i giochi sui quotidiani. Molti dei suoi prodotti sono tuttora venduti.